# Калмыков, Анисим Родионович
Анисим Родионович Калмыков (15 [28] февраля 1904, Варгаши, Тобольская губерния — 28 февраля 1989, Курган) — начальник Управления Министерства юстиции РСФСР по Курганской области (1947—1952, 1955—1956), начальник Управления Министерства юстиции РСФСР по Кемеровской области (1952—1955), председатель Курганского областного суда (1943—1947), председатель Челябинского областного суда (1938—1943).

## Биография
Анисим Калмыков родился 15 (28) февраля 1904 года в бедной крестьянской семье в деревне Варгаши Сычёвской волости Курганского уезда Тобольской губернии, ныне село входит в Варгашинский муниципальный округ Курганской области. Он был последним, шестнадцатым ребенком. В 7 лет остался без матери, в 14 потерял отца.
Трое старших братьев ушли на Первую мировую войну, из которых живым вернулся лишь один — самый старший из семьи Киприян. После смерти отца воспитывался в семье старшего брата Киприяна, жившей тоже очень бедно, с ранних лет работал батраком у сельских богатеев. Окончил церковно-приходскую школу.
В 1920 году, после создания комсомольской ячейки, был избран её председателем. За высокие достижения в работе комсомольской ячейки по ликвидации бедности и безграмотности в районе А. Р. Калмыкова избрали делегатом III съезда РКСМ и направили в Москву в составе Челябинской делегации.
В начале февраля 1921 года вступил в Лебяжьевский сводный боевой отряд Курганского коммунистического батальона частей особого назначения. Участвовал в подавлении Ишимского кулацко-эсеровского мятежа (Западно-Сибирское восстание (1921—1922)) на территории Лебяжьевской, Елошанской, Арлагульской, Марайской, Мостовской, Макушинской, Мокроусовской, Могилевской, Моршихинской и других волостей Курганского уезда. К июлю 1921 года бандитские формирования в основном были разгромлены. Но значительную часть комсомольцев оставили в Курганском уездном батальоне ЧОН; на них было возложено оказание помощи органам ВЧК в вылавливании остатков повстанческих группировок, и несение охранной службы на территории своей волости.
В 1923 году, после упразднения войск ЧОНа, командирован на учёбу в 9-ю Иркутскую военную школу комсостава РККА, но из-за тяжелого заболевания ног, полученного в период борьбы с бандитизмом, в марте 1924 года, согласно заключению военно-врачебной комиссии, А. Р. Калмыкову был дан долгосрочный (6-месячный) отпуск, с последующим прохождением по месту жительства военно-врачебной комиссии на предмет определения годности быть красным командиром. По прибытии на родину в Варгаши по направлению райкома РКП(б) период 6-месячного отпуска работал на оперативной работе в органах милиции. В конце августа 1924 года военно-врачебная комиссия Курганского окрвоенкомата признала А. Р. Калмыкова негодным по состоянию здоровья, и он был уволен в запас. В рабоче-крестьянской милиции прошел путь от участкового милиционера до начальника Варгашинского районного отделения РКМ.
С 1924 года член РКП(б), с 1925 года партия переименована в ВКП(б), c 1952 года партия переименована в КПСС.
В 1924 году направлен на учебу в Курганскую окружную школу советского и партийного строительства, а после окончания ее был рекомендован на работу секретаря Мокроусовского райкома комсомола, где работал с октября 1925 года по декабрь 1926 года.
В декабре 1926 года стал заведующим Организационно-инструкторским отделом Курганского окружного комитета ВЛКСМ.
В январе 1928 года по мобилизации парторганов был направлен для работы в судебные органы. Стал народным судьёй Половинского района.
В 1929—1930 годах слушатель Пермских курсов переподготовки юристов.
С марта 1930 года по январь 1932 года — старший народный судья Куртамышского района.
С января 1932 года — старший народный судья Курганского района. Принимал участие в расследовании, а затем в организации судебного процесса над убийцами пионера-героя Коли Мяготина.
С 1933 года по февраль 1934 года — председатель Постоянной сессии Уральского областного суда в городе Кургане.
После образования Челябинской области, с февраля 1934 по 1938 год — член Президиума, заместитель председателя Челябинского областного суда, председатель «тройки» по судебно-кассационным делам. С июня 1936 член спецколлегии, заместитель председателя Челябинского областного суда.
С декабря 1937 года, после снятия с должности Эдуарда Ивановича Домбурга — и. о. председателя Челябинского областного суда. В период поиска компромата на арестованного Домбурга не поддался на угрозы сотрудников УНКВД и всегда утверждал, что Домбург — честный работник.
С августа 1939 председатель Челябинского областного суда, руководитель юридических курсов. Решением Челябинского областного Совета депутатов трудящихся 23 декабря 1943 года освобожден от занимаемой должности в связи с переводом на работу в Курганскую область.
С 5 декабря 1943 года по 27 февраля 1947 года — председатель Курганского областного суда. На него не раз организовывались покушения со стороны подельников осужденных. Стреляли в судью возле кинотеатра «Прогресс», была попытка нанести удар кинжалом возле «Народного дома» (сейчас здание драмтеатра), но Калмыков ответил меткими выстрелами из штатного пистолета.
С 13 марта 1947 года по февраль 1952 года — начальник Управления Министерства юстиции РСФСР по Курганской области.
В 1950 году заочно окончил Новосибирскую юридическую школу.
С февраля 1952 года по ноябрь 1955 года — начальник Управления Министерства юстиции РСФСР по Кемеровской области.
В 1955—1956 годах вновь начальник Управления Министерства юстиции РСФСР по Курганской области.
В 1956 году, в связи с упразднением областных (краевых) управлений Министерства юстиции РСФСР Калмыков А. Р. был освобождён от должности начальника Управления Министерства юстиции РСФСР по Курганской области и назначен на должность первого заместителя председателя Курганского областного суда.
1 октября 1959 года освобождён от занимаемой должности в связи с выходом на пенсию.
Неоднократно избирался депутатом Курганского городского и Челябинского областного Советов депутатов трудящихся.
Анисим Родионович Калмыков умер 28 февраля 1989 года. Похоронен на кладбище села Кетово Кетовского сельсовета Кетовского района Курганской области, ныне село — административный центр Кетовского муниципального округа той же области.

## Награды
- Орден «Знак Почёта», 26 марта 1945 года. За успешную работу по укреплению революционной законности и охране интересов государства в условиях Отечественной войны[7][8]
- Девять медалей
  - Медаль «В ознаменование 100-летия со дня рождения Владимира Ильича Ленина», 1970 год
  - Медаль «За доблестный труд в Великой Отечественной войне 1941—1945 гг.», 1946 год

## Память
Мемориальная доска на фасаде дома где жил Калмыков, г. Курган, ул. Гоголя, 87. Открыта 30 декабре 2014 года — 55°26′31″ с. ш. 65°20′42″ в. д.

## Семья
Вместе с женой Анной Александровной (дочь зауральского большевика Александра Мартыновича Ветрова), Анисим Родионович воспитал четверых детей.
Внук, Владимир Калмыков, опубликовал рассказ о деде.